# 佐々木もよこ
佐々木 もよこ（ささき もよこ、1986年4月23日 - ）は、日本のタレント、フリーアナウンサー、女優、心理カウンセラー。大学時代、佐々木 萌子（読み同じ）と名乗った後に現在の佐々木もよこで活動している。

## 略歴
東洋英和女学院大学卒業。大学入学と共に芸能活動開始。デビュー当時（大学1年の頃）は「草野ひな」という芸名を名乗っており、スピッツの草野マサムネが好きなため、同じ苗字にした。在学中、雑誌『JJ』（光文社）に読者モデルとしても参加する。エイベックスにスカウトされ、養成所でボーカル・演技・作詞作曲・ウォーキング等のレッスンを特待生で受けていた。その後、スペースクラフトでモデル・タレントとして活動を本格化する。
リリースされたSEAMOの『Fly Away』ではダンサーとしてテレビプロモーションで参加（当時の所属事務所はエイベックスであり、SEAMOと同じ所属だった）。1年間『ZIP!』（日本テレビ）の初代お天気キャスターに就任し人気を得る。お天気キャスター終了後も、スタジオレギュラーとして出演した。2014年、スペースクラフトからホリプロに移籍。浜口順子と共に7代目ミス納豆に就任。就任式で謎かけを披露した。

ネット放送の生テレ『アフターパーティーへご招待』で初めての1人トーク放送を行う。ホリプロのタレントそれぞれが1人で放送し、いいねの評価が多かった1人が『グラビアザテレビジョン』（KADOKAWA）の表紙を飾ることができる企画。タイトルの由来は『カメレオンパーティー』（NACK5）の放送後に行われた為である。『NBA情報局 DAILY9』（NBA Rakuten）でアシスタントを担当。『NBA情報局 DAILY9next〜もよこと早織と耀子とRikutoAF〜』配信。YouTubeチャンネル「もよこちゃんねる。」、「もよこの美容ちゃんねる。」を開設。
2022年7月1日付けでセント・フォースに移籍。心理カウンセラーデビュー。

## 人物
本名は佐々木萌子と書いて「もよこ」と呼ぶ。名付け親は祖母で「萌子」という名を気に入っており、呼び方を「もよこ」とも呼べると勘違いをしたまま命名をした。
趣味はスポーツ観戦。特にJリーグとNBA観戦で、FC東京のサポーターからプレゼントでもらったチームマスコット『東京ドロンパ』のぬいぐるみを持っている。好きなチームは鹿島アントラーズと川崎フロンターレ で、好きな選手の1人として柴崎岳を挙げている。
特技はピアノの弾き語りと4文字漢字しりとり。ピアノに関しては3歳から20歳まで習っていた。音楽関連ではピアノだけではなくリコーダーで即興の演奏、エアーホラ貝、エアー胡弓も得意とする。 小倉優子や韓国のボーカルダンスユニットKARAのモノマネも得意で、『めちゃ×2イケてるッ!』のオーデションでも披露した。小学校の時に卒業文集で「女優になりたい」と書いており、ドラマ出演をしている為、実現している事になる。
運動神経が良く、高校、大学とテニス部に所属していたことがある（ただし幽霊部員とのこと）。 憧れている苗字があり、『カメレオンパーティー』のミスカメレオンで「藤堂」「藤原」「有栖川」の順に憧れていることを挙げている。藤原に関しては、昔から藤原竜也のファンであることを述べている。藤堂が一番憧れているとし、共演者の土屋礼央から知り合いのお笑い芸人ゆってぃ（本名：藤堂雄太）を勧められた。

### 交友関係
ZIP!で共演した曽田茉莉江、加藤ゆり、宮崎瑠依、麻生夏子、小野寺結衣、岩本乃蒼（現:日本テレビアナウンサー）、江頭ゆい、川本彩らとは、番組卒業後も交友を続けている。また、2013年4月から2014年6月まで『ZIP!』の3代目お天気キャスターを担当したにわみきほは、スペースクラフト所属時の後輩でもあり、ドラマ『チープ・フライト』でも共演した。

### 資格
- メンタル心理カウンセラー（2015年取得）
- 行動心理士
- 日本漢字能力検定準2級
- 日本英語検定準2級
- ハングル能力検定4級

## 出演

### テレビドラマ
- ハンチョウ〜神南署安積班〜 シリーズ3 第7話（2010年8月16日、TBS）
- チープ・フライト（2013年3月1日、日本テレビ）
- LOVE理論（2015年4月13日 - 6月29日、テレビ東京）
- 危険なアネキ(2015年10月17日 - 12月19日）- キャバ譲 役
- 警視庁・捜査一課長 第1話（2016年4月18日、テレビ朝日）- 早野仁美 役
- 銀と金 第1 - 3話（2017年1月7日 - 21日、テレビ東京）- キャバ嬢 役
- ウルトラマンR/B 第10、11話（2018年9月8日 - 15日、テレビ東京）- 女性レポーター 役
- 日曜プライム 「おかしな刑事20」（2019年、テレビ朝日）‐ 関根純子 役
- 明治ドラマスペシャル「ずんずん」（2021年4月16日、テレビ朝日）‐ 西本由香里 役

### バラエティ番組
- 自転車百景（日本テレビ）
- めちゃ×2イケてるッ!（フジテレビ) - 新メンバーオーディション
- ZIP!（日本テレビ）
  - 初代お天気キャスター（2011年4月1日 - 2012年3月30日）[19]
  - スタジオ出演（2012年4月2日 - 2012年6月29日）
- ロンドンハーツ（2012年5月29日、テレビ朝日）- 目指せ50vs50 リポーター
- 淳の乾杯してみたっ!（2012年6月16日、テレビ東京）- ゲスト
- 魁!音楽番付 Eight（2013年5月22日、フジテレビ）-「魁!!美女仮面」インタビュアー[20]
- バチバチエレキテる（2013年8月27日、フジテレビ）- VTRゲスト
- 極上空間(2013年8月17日、BS朝日)
- フジバラナイト 恋するカミングアウト（2013年11月29日、フジテレビ）- パネラー
- 土曜スペシャル「鹿児島〜青森2,000Km 高速バス限定!列島縦断の旅」（2013年12月7日、テレビ東京）- 旅人
- Jリーグマッチデーザップ（2014年10月 - 12月/2015年3月 -、BSスカパー!）- MC
- 天皇杯ハイライト（スカパー!） - MC
- 再発見!いわきの魅力（2015年1月、旅チャンネル）- 旅人
- 痛快TVスカッとジャパン（2015年11月2日、フジテレビ） - 「ちょっとスカっとする話 ショートスカッと3連」
- news every.「戦後70年企画 今わたしがいる訳〜家族が見た戦争の記憶」（2015年3月31日、日本テレビ）- レポーター[21]
- ドラGO!（2015年5月3日、テレビ東京）- 旅人[22]
- 痛快TVスカッとジャパン（2016年3月6日、フジテレビ） - 「お局様撃退スカッと『それに比べて』口癖オンナ」
- わがまま!気まま!旅気分（2016年7月2日、BSフジ）- 人生初のバンジージャンプで飛ぶ[23]。
- ニュース女子 (2017年5月22日/7月21日/2018年6月25日)
- きもの女子大集合 日本全国キモノ派宣言!!（2017年11月26日、BS日テレ） - 司会
- カミヒトエ（2019年4月11日、テレビ朝日） - 「エアホラ貝美女」として特技披露
- NBA情報局DAILY9（2019年10月24日-）NBA情報局DAILY9next〜もよこと早織と耀子とRikutoAF〜（2020年3月15日-）
- ゴルフ⭐︎パラダイス（2020年〜現在TSKさんいん中央テレビ） - メインMC、初心者レッスン生

### ウェブドラマ
- 世界一即戦力な男（フジテレビ+：2014年1月24日 - 2014年3月28日[24]）

### 映画
- 翔んで埼玉（2019年2月22日、東映） - ラジオの声

### オンライン配信
- インサイドXbox（2009年1月4日 - 2009年4月10日、日本マイクロソフト）Xbox 360ユーザー向け情報番組レギュラー
- 青木隆治のエンタメまるっとLIVE（2013年5月28日、nottv）- ゲスト

### ラジオ番組
- GOLD RUSH（J-WAVE）リポーター（2012年10月 - 2014年9月）
- GROOVE LINE Z（J-WAVE）リポーター（ピンチヒッター）（2015年1月7日）[25]
- カメレオンパーティー（FM NACK5）パーソナリティ（2016年10月 - ）
- GOGOMONZ（FM NACK5）パーソナリティ（2017年4月26日・2020年8月10日、NACK5パーソナリティまつり・ハッピーキャストとして）
- キラメキ ミュージック スター「キラスタ」 (FM NACK5) （2019年1月28日、29日、6月25日　メインパーソナリティの体調不良による代演として）

### スマホゲーム
- もしカノ もしも彼女が…（ガーラポケット）保母さん役（2014年8月14日 - ）

### CM
- 明星食品「一平ちゃん」
- レオパレス
- SUBARU「アイサイト2」
- nissen
- NTTドコモ「カウンター映像」
- エルセーヌ「美の追求!ミスコン」
- 資生堂小冊子ポスター
- 西友「惣菜ミニ編」
- クラウディア「振袖シェーナドゥーノサララ」
- みずほ銀行「0円新生活キャンペーン」
- Xbox「動画番組」
- ホーユー「プロマスター」
- シーアンドシーメディア「オンラインRPG」
- ジョンソンエンドジョンソン「アキビューコンタクトレンズ」
- みずほ銀行「サマージャンボ宝くじ2008宝探し篇」
- マイクロソフト「msn」
- セイコーマート「コンビニパスタ」
- トリンプ・インターナショナル「AMO'STYLE」
- ロッテ「レモビタのど飴」
- SUBARU「アイサイト2」
- NTTドコモ「日本Wi-Fi化計画 ツナガール」
- マツモトキヨシ2011年10月〜[26]
- ハウスウェルネスフーズ「生ローヤルゼリー500 現実のプレゼン編」2012年7月〜※田中圭と共演。
- アデランス「ピンポイントフィックス〜ピンポ!編」2012年7月〜※ダンディ坂野と共演。
- モバゲー「大連撃!!クリスタルクルセイド〜闘いの幕開け篇」2013年4月〜
- 大磯ロングビーチキャンペーンガール（27代目）2013年7月〜9月
- アサヒフードアンドヘルスケア「スリムアップスリム」2014年2月〜2015年1月
- 日清食品チルド「日清太麺焼きそば」2015年7月〜※井戸田潤（スピードワゴン）と共演

### 舞台・ショー出演
- 東京アリス（2009年5月8日 - 5月17日、全労済ホールスペース・ゼロ）
- アリスインプロジェクト×企画演劇集団ボクラ団義「ハイスクールミレニアム2012」（2012年8月15日 - 8月19日、上野ストアハウス）高世真琴 役
- Girls Award　ガールズアワード（2013年9月28日 国立代々木競技場第一体育館）
- STRAY DOG Produce「心は孤独なアトム」（演出：森岡利行、2013年10月3日 - 10月6日[27]、シアターグリーン）
- 劇団K助Presents「ステージII」（2015年7月1日 - 7月5日、シアターサンモール）
- レオらくご　特別編 (2019年11月10日、さいたま市民会館おおみや) 「カメレオンパーティー」でのコンビ相手土屋礼央の落語会。開口一番で上方落語の「動物園」を披露。

### キャンペーンガール
- 大磯ロングビーチ（2013年)
- 7代目ミス納豆（2015年7月 - 2017年6月）※浜口順子と共に

## DVD
- 夏色もよこ（イーネットフロンティア、2012年9月21日発売）

## 書籍

### 写真集
- Juicy HIPs（2013年5月13日、集英社、撮影：田口まき）ISBN 978-4087806793